# Thestor holmesi
Thestor holmesi är en fjärilsart som beskrevs av Van Son 1951. Thestor holmesi ingår i släktet Thestor och familjen juvelvingar. Inga underarter finns listade i Catalogue of Life.